# Витт, Христиан Фридрих
Хри́стиан Фри́дрих Витт (ок. 1660, Альтенбург — 3 апреля 1717, Гота) — немецкий композитор, музыкальный редактор и педагог.
Был сыном альтенбургского придворного капельмейстера Иоганна Эрнста Витта, эмигрировавшего из Дании приблизительно в 1650 году. В 1676 году получил стипендию на обучение музыке в Вене и Зальцбурге, в 1685—1686 годах изучал композицию и контрапункт в Нюрнберге у Георга Каспара Веккера. В 1686 году вернулся в Готу и в июне того же года стал придворным органистом, в 1694 году капельмейстером, а в 1713 году — главным придворным капельмейстером, оставшись в этой должности до конца жизни. Был личным учителем музыки у Фридриха II.
Главное в наследии Витта — сборник «Psalmodia sacra» (1715), включавший 762 гимна. Написал большое количество органных и иных сочинений (несколько сотен; некоторые только приписываются ему, некоторые утрачены), а также увертюры, сюиты, сонаты, марши, концерт для трубы.